# Dino Borgioli

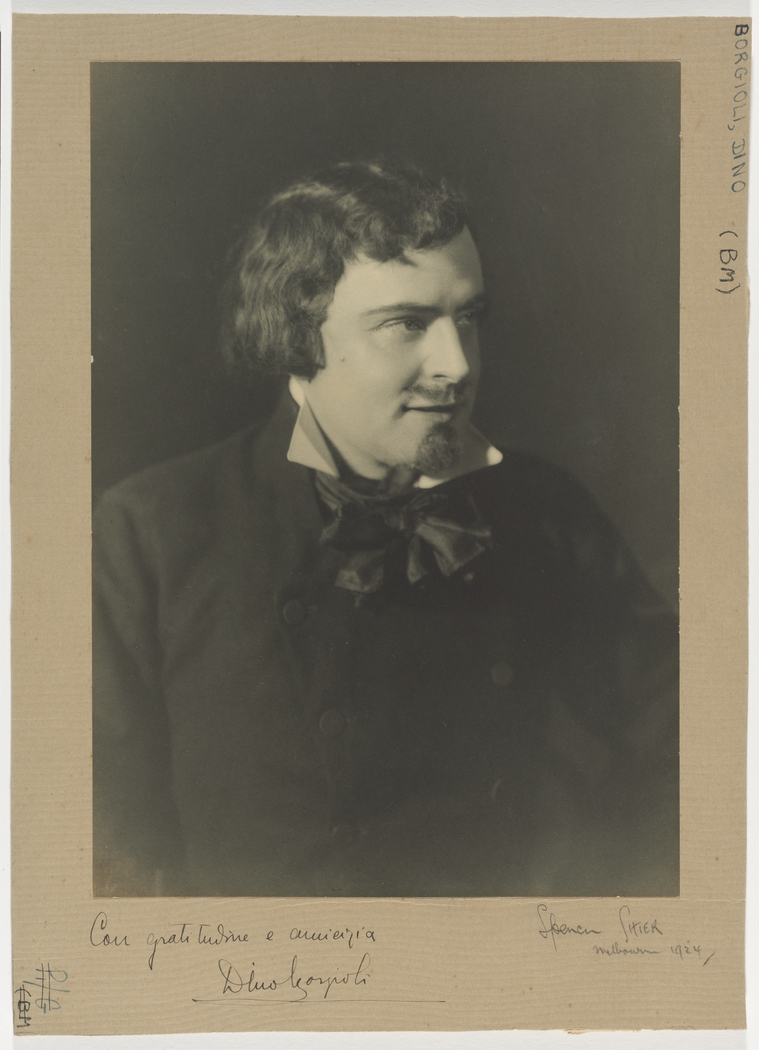
Dino Borgioli (1924)

Dino Borgioli (* 15. Februar 1891 in Florenz; † 13. September 1960 ebenda) war ein italienischer Opernsänger (lyrischer Tenor).
Borgioli nahm während seines Jurastudiums Gesangsunterricht bei Eugenio Giacchetti und debütierte 1914 am Teatro Corso in Mailand als Arturo in I puritani. Er trat 1917 in Bologna und Neapel auf und sang am Teatro Dal Verme in Mailand den Fernando in La favorita unter der Leitung von Tullio Serafin. Im Folgejahr debütierte er am Teatro alla Scala. Dort trat er unter Arturo Toscanini bis 1931 regelmäßig auf und sang Rollen wie den Alfredo in La traviata, den Almaviva in Il barbiere di Siviglia, den Elvino in La sonnambula, den Fenton in Falstaff und den Fritz in L’amico Fritz. Daneben hatte er Auftritte am Teatro Costanzi in Rom, wo er u. a. 1929 an der Uraufführung von Franco Casavolas Il gobbo del Califfo mitwirkte.
Seine internationale Karriere begann mit Auftritten in  Madrid (1920), Buenos Aires (1921), Monte Carlo (1922) und Lissabon (1923) und einer Tournee durch Australien mit Nellie Melba 1924. An der Covent Garden Opera debütierte er 1925 an der Seite von Toti dal Monte in Lucia di Lammermoor und hatte großen Erfolg in Il barbiere di Siviglia und Rigoletto (beide mit Maria Ivogün und Joseph Schwarz). In den Folgejahren kehrte er vielfach hierher zurück, u. a. als Herzog in Rigoletto (mit Maria Ivogün und Mariano Stabile, 1937) im Folgejahr in La Bohème, Madama Butterfly und Boris Godunow (mit Fjodor Schaljapin), als Alfredo  in La Traviata und Fenton in Falstaff (1930), als Don Ramiro in  La Cenerentola (mit Conchita Supervia, 1934) und in Il barbiere di Siviglia mit (Lily Pons und Giuseppe De Luca, 1936). Seit 1933 war er mit der australischen Sängerin Patricia Moore verheiratet und lebte mit ihr in London.
Bei den Salzburger Festspielen debütierte Borgioli 1931 in Il barbiere di Siviglia, 1936 und 1937 sang er dort den Fenton in Falstaff. 1928 und 1932 unternahm er große Tourneen durch die USA, bei der zweiten Tournee eröffnete er mit Claudia Muzio als Tosca das neue Opernhaus in San Francisco. Nach einem kurzen Engagement an der Chicago Opera hatte er Ende 1934 an der Seite von Lucrezia Bori, Richard Bonelli und Virgilio Lazzari in La Bohème sein Debüt an der Metropolitan Opera. 1937 und 1939 trat er am Glyndebourne Festival Opera auf. 1938 gastierte er an der Opéra-Comique und an der Pariser Oper.
1946 zog sich er von der Opernbühne zurück und wirkte bis 1948 als Kodirektor der New London Opera Company. 1949 gab er in Nottingham sein Abschiedskonzert, später kehrte er nach Florenz zurück, wo er 1960 starb. Die frühesten Aufnahmen seines Gesanges stammen von 1920. 1930 entstanden Gesamtaufnahmen von Il Barbiere di Seviglia und Rigoletto (beide mit Riccardo Stracciari und Mercedes Capsir).